# Nemzeti Parki Termék

## Nemzeti Parki Termék védjegy célja
Ma már számos magyar és külföldi látogató keresi az adott régió helyi- és biotermékeit, a helyi termék-előállítókat, a település kézműves mestereit, azokat a termékeket, amelyek hagyományos értéket képviselnek. 
A Nemzeti Parki Termék védjegy életre hívását a természetvédelemért felelős minisztérium kezdeményezte még 2010-ben azzal a céllal, hogy elismerje a védett természeti területeken gazdálkodókat, népszerűsítse az általuk előállított termékeket és szolgáltatásokat, illetve  erősítse a térségi szereplőkkel (természetvédelmi oltalom alatt álló területeken működő helyi vállalkozásokkal, gazdálkodókkal, gazdálkodó szervezetekkel) való együttműködést. 
A védjegy nem titkolt célja, hogy a természeti erőforrások fenntartása és védelme mellett hozzájáruljon a térségi ökoturizmus minőségi fejlődéséhez, a helyi termékek megismertetésével, a helyi gazdasági lehetőségek kiaknázásával, a falusi önfoglalkoztatás fejlesztésével. A védjegy bevezetésétől a környezettudatosság növelése, a térségi, természetvédelmi, vidékfejlesztési és gazdasági együttműködések erősítése is elvárt volt, a védjegyrendszer működtetésében kulcsszerepet játszó nemzeti park igazgatóságokkal együtt. 
A védjegy a vásárlók és fogyasztók számára egyben garanciát is jelent, amely igazolja, hogy a termék, szolgáltatás az adott régióból származik, környezetkímélő módon, helyi munkaerő és jó minőségű, elsősorban helyi alapanyagok felhasználásával történt. 
A védjegyrendszer sikerességét bizonyítja, hogy ma már több mint 200 gazdálkodó 950 terméke viselheti méltón a Nemzeti Parki Termék védjegyet. 
A védjegyes termékkör folyamatosan bővül. A termékek között már szörpök, gyümölcslevek, pálinkák, borok, szalámik és kolbászok, kézműves termékek, lekvárok, mézek, sajtok és olyan különlegességek is helyet kaptak, mint például füstölt pisztráng, medvehagymás termékek, tökmagolaj és őrségi dödölle is. Az igazgatóságok területére látogatók olyan szálláshely szolgáltatást is igénybe vehetnek, amely ezzel a minősítéssel rendelkezik. 

## Kik és milyen termékek kaphatják meg a védjegyet
A védjegy használatát szolgáltatók, termelők egyaránt elnyerhetik a nemzeti parkigazgatóságok pályázati kiírásai alapján. A pályázatok kiírása időszakosan egy vagy több termékkörre vonatkozóan történik. 
Nemzeti parki termék kategóriák:
•	Élelmiszerek: szörpök, gyümölcslevek, lekvárok, gyümölcssajtok, mézek, húskészítmények, tejtermékek, italok, teák, aszalványok, olajok, fűszerek, egyéb élelmiszerek (pl. gyógynövény, búzahús, medvehagyma pesztó, babpástétom, zöld dió befőtt, stb.)
•	Kézműves termékek (fazekas, bőr, fa, fém, textil, fonott, stb.)
•	Szállások és szolgáltatások

A védjegyre olyan őstermelők, kistermelők, vállalkozók, gazdálkodó szervezetek, valamint civil szervezetek pályázhatnak, amelyek az adott nemzeti park igazgatóság működési területén tevékenykednek és kereskedelmi forgalomba hozható feldolgozott termékkel rendelkeznek.
A védjeggyel kizárólag a védett természeti területeken, vagy Natura 2000 területeken megtermelt olyan termékek és szolgáltatások láthatók el, amelyek megfelelnek a tanúsítványi feltételeknek.
A termékekkel kapcsolatosan alapvető elvárás, hogy elsősorban helyi nyersanyagokból készüljenek, és túlnyomóan ne tartalmazzák tájidegen, illetve termőhely idegen növény vagy tájidegen vadon élő állat származékát. Kiemelt szempont, hogy a termék minőségével, megjelenésével vagy más kivételes tulajdonságával jól reprezentálja a térség természeti, táji és kulturális sajátosságait, továbbá a pályázó a tevékenységét, a helyi hagyományokra és helyi sajátosságokra, a térség munkaerő kínálatára alapozva végezze. A védjegy használati jogának odaítélésekor figyelemmel kell lenni arra is, hogy a pályázó tevékenysége mintaértékű legyen más termelők, szolgáltatók részére. 
A termékek és szolgáltatások bírálatát a Nemzeti Parki Tanúsítványi Bizottság végzi. A Bizottság minimum 3, maximum 10 tagból áll, amelynek tagjait a nemzeti park igazgatója kéri fel. A Bizottság elnöke az igazgató. Tagjai lehetnek a helyi termelők és szolgáltatók, valamint a helyi civil szervezetek képviselői, önkormányzatok, kamara képviselői, elismert szakemberek. 
A védjegy használatának jogát az igazgatóságok legfeljebb 5 évre engedik át a termelőknek.

## Hol vásárolhatók meg a védjegyes termékek
A Nemzeti Parki Termékkel elsősorban a nemzeti park igazgatóságok látogatóközpontjaiban megtalálható árusítóhelyeken, helyi piacokon, rendezvényeken és természetesen maguknál a termelőknél találkozhatunk.
Az elmúlt években számos országos (Országos Élelmiszeripari és Mezőgazdasági Kiállítás és Vásár, Magyar Nemzeti Parkok Hete) és helyi rendezvényen lehetőség nyílt a védjegyesek bemutatkozásra, termékeik megvásárlására.
Aki a védjegyet magán viselő terméket emel le a polcról – azon túl, hogy hazavihet egy szeletet a régió ízeiből, zamatából, örökségéből, hagyományaiból – azt a jóleső érzést is magáénak tudhatja, hogy választásával közvetetten a természeti értékek fenntartásához járult hozzá.

## További információ
A védjegyrendszerről, illetve a védjegyesekről és termékeikről további információ a Nemzeti Parki Termék védjegy hivatalos honlapján, valamint a magyar és angol nyelvű Nemzeti Parki Termék kiadvány Archiválva 2018. március 14-i dátummal a Wayback Machine-benból érhető el. 
A védjegy lajstromszáma: 201688 
A védjegy bejelentésének napja: 2010. március 25.
A védjegyoltalom lejárata: 2020. március 25.
A védjegy jogosultak: a 10 nemzeti park igazgatóság egyenlő arányban (10-10%-ban). 
A védjegyrendszer működtetésére vonatkozó információkat a Földművelésügyi Miniszter által jóváhagyott „Szabályzat a Nemzeti Parki Termék védjegy használatáról” dokumentum tartalmazza.  
Vonatkozó jogszabályok: 1997. évi XI. törvény a védjegyek és a földrajzi árujelzők oltalmáról